# Envultamento
Envultamento é um nome dado a ritos mágicos baseados na utilização de objetos, como imagens de cera, figurinhas, bonecas (por exemplo, as utilizadas no vudu) chamados de "vultos", que representam uma pessoa e aos quais se direcionam feitiços para transmitir efeitos de encantamento, benéfico ou maléfico, de simpatia ou antipatia, sobre o alvo "envultado" (encantado) nesse ato.
Segundo a tradição popular brasileira e portuguesa, refere-se também ainda à suposta capacidade de certas pessoas de se tornarem invisíveis, o ato de se "envultar", mediante rezas ou outros encantamentos. Nestes casos, a pessoa envultada se apresentaria aos que lhe queiram fazer mal na forma de pedras ou tocos de madeira até que se desencantassem, quando tornariam a ser vistas.

## Etimologia

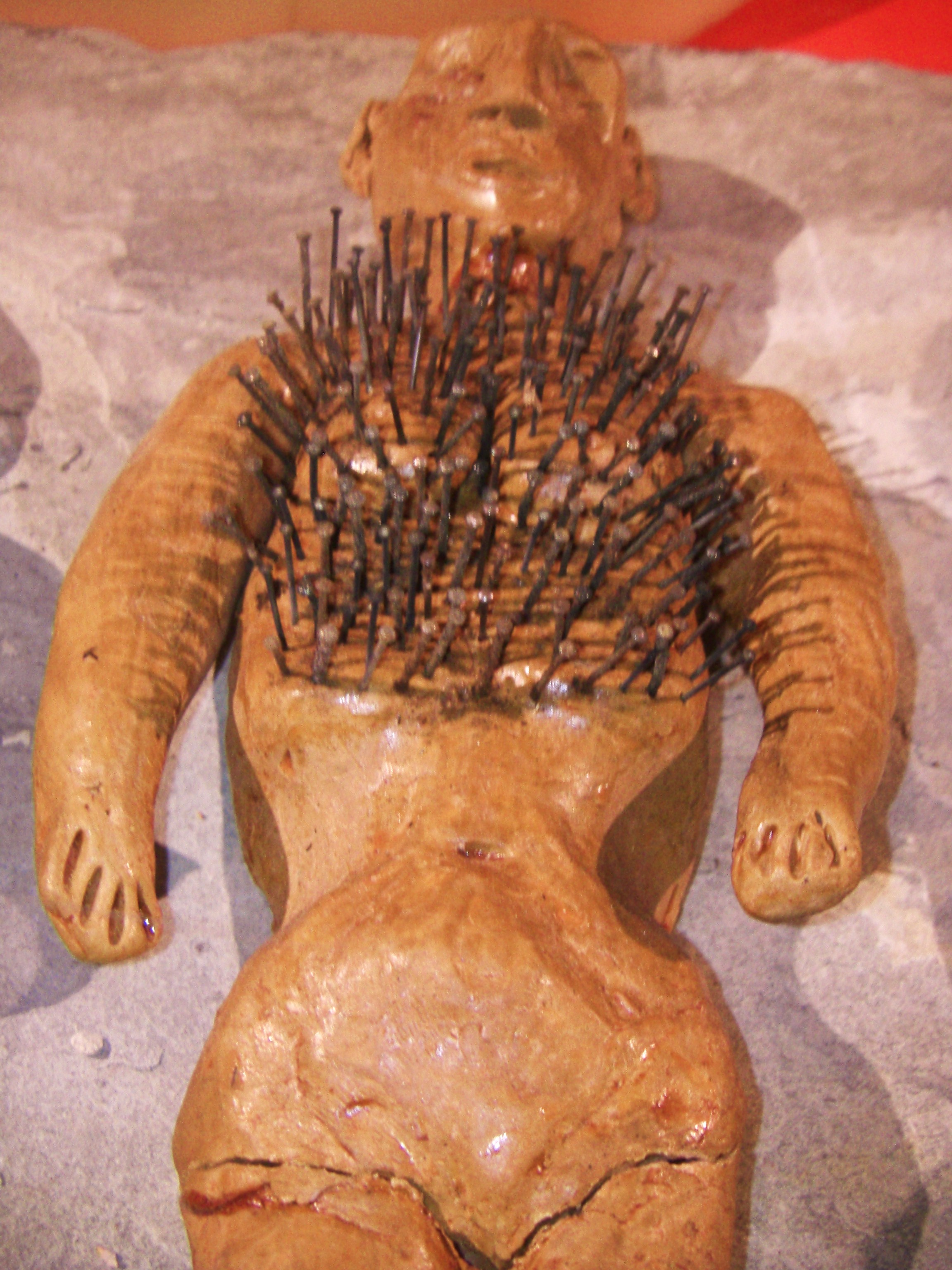
Figura com pregos, Museum of Witchcraft, Boscastle

Do francês envoûter, derivado do latim vultus, "face, efígie, retrato", referindo-se ao envultado. Efígie e dagyde (do grego, boneca) são também sinônimos para se referir ao objeto vulto.

## Práticas
Segundo a classificação de James Frazer, antropólogos consideraram a prática do envultamento ao outro como um tipo de magia contagiosa, ao se utilizar objetos de contato prévio do alvo, ou também de magia simpática, baseada no princípio de semelhança dos fetiches que imitam, como substitutos simbólicos da divindade ou do padecente ao qual se direciona.
Os conhecedores das rezas para se envultar geralmente ensinam a poucos o seu saber, mantendo restrito o grupo de pessoas que as conhecem. Ademais, a eficácia do envultamento exige a manutenção de um código peculiar de comportamento, que inclui, dentre outras obrigações, abster-se de sentar em batentes ou pedras de mó, de benzer-se três vezes seguidas e de tomar banho nas sextas-feiras. Nas orações para envultar, são constante a invocação a Jesus e aos santos, em especial Santo Antônio, sendo escassas as menções a Maria, comuns em outras orações católicas populares.[carece de fontes?]

Nas religiões sincréticas nordestinas, em especial o Catimbó, envultar refere-se ainda à prática de assentar entidades sobrenaturais em certos fetiches, notadamente troncos de jurema, que passam a ser objetos de veneração pelos fiéis.